# ゲリット・コール
ゲリット・アラン・コール（Gerrit Alan Cole, 1990年9月8日 - ）は、アメリカ合衆国カリフォルニア州ニューポートビーチ出身のプロ野球選手（投手）。右投右打。MLBのニューヨーク・ヤンキース所属。愛称はコール・トレイン（Cole Train）。

## 経歴

### プロ入り前
カリフォルニア州オレンジ郡で生まれ育ったが、ニューヨーク生まれの父の影響でニューヨーク・ヤンキースの大ファンとなり、特にマリアノ・リベラ、ロジャー・クレメンスに憧れていた。2001年のワールドシリーズでは第6戦・第7戦をバンク・ワン・ボールパークの内野最前列で観戦し、当時の新聞に「Yankee Fan Today, Tomorrow, Forever.」と書かれたボードを掲げている11歳当時の写真が掲載された。ヤンキースの選手と同じホテルに宿泊していた際、ロビーにいたデレク・ジーター、バーニー・ウィリアムス、ポール・オニールを間近で見て大いに感激したという。
オレンジ・ルーテル高等学校時代には速球が最高98mph（約157.7km/h）を計時し、スカウトの注目を集める存在になっていた。2008年の MLBドラフト1巡目（全体28位）でヤンキースから指名を受けるが、大学進学の意思が固かったためヤンキースが条件提示をするよりも先に断りの連絡を入れ、カリフォルニア大学ロサンゼルス校（UCLA）に進学した。高校生が1巡目指名を蹴って大学に進学するのは、2002年のMLBドラフトでシアトル・マリナーズからの全体28位指名を断ってスタンフォード大学に進学したジョン・メイベリー・ジュニア以来であり、MLBからのドラフト指名を蹴ってUCLAに進学した選手の中では歴代最高順位だった。大学時代は同学年のトレバー・バウアーと二枚看板を形成。
2009年は日本で開催された日米大学野球選手権大会のアメリカ合衆国代表に選出された。同大会では第1戦で7回2安打、無失点、9奪三振と好投した。
2010年はエースとしてチームをメンズ・カレッジ・ワールドシリーズ決勝まで導くが、サウスカロライナ大学に敗れて惜しくも準優勝。同年は世界大学野球選手権のアメリカ合衆国代表として2年連続で来日。キューバとの決勝で先発登板し、7回で10安打を浴びながら無失点に抑えるが、チームは延長の末逆転サヨナラで敗戦。当時早稲田大学の斎藤佑樹に通訳を介して「いつかアメリカに来いよ」と言葉をかけた。

### プロ入りとパイレーツ時代

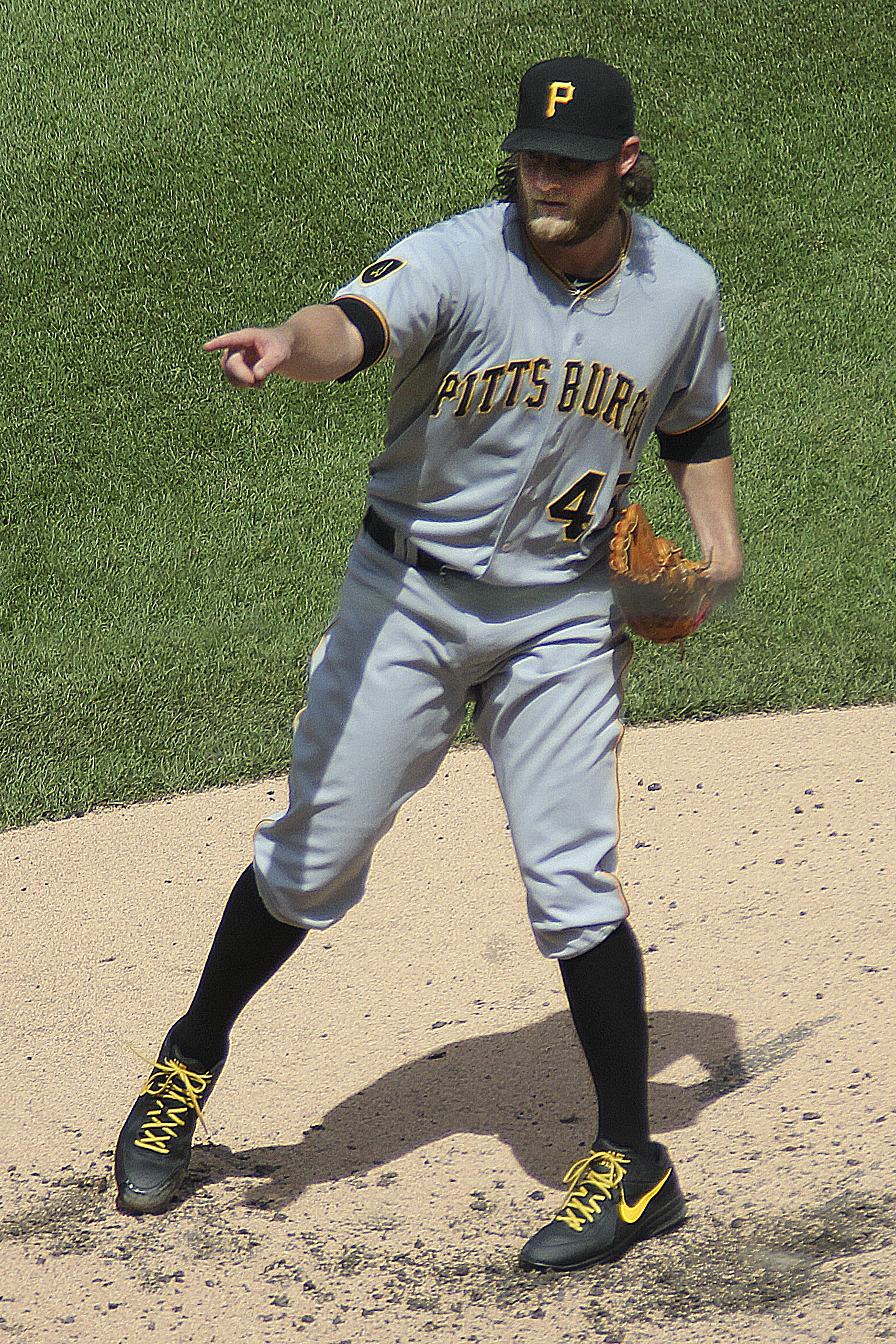
ピッツバーグ・パイレーツ時代
（2014年9月1日）

2011年のMLBドラフト1巡目（全体1位）でピッツバーグ・パイレーツから指名を受ける。チームメイトのトレバー・バウアーも全体3位でアリゾナ・ダイヤモンドバックスから指名を受け、同一大学からドラフト上位3位以内に2人が指名を受けたのは、1978年にボブ・ホーナーが全体1位、ヒュービー・ブルックスが全体3位に指名を受けたアリゾナ州立大学以来33年ぶりだった。8月15日に契約金800万ドルで契約。2013年までにメジャーへ昇格すれば、総額は900万ドル以上となる。
2012年はA+級ブレイデントン・マローダーズ、AA級アルトゥーナ・カーブ、AAA級インディアナポリス・インディアンスの3球団合計で9勝7敗、防御率2.80、136奪三振を記録した。
2013年はAAA級インディアナポリスで5勝3敗、防御率2.91の成績でメジャーに昇格し、6月11日のサンフランシスコ・ジャイアンツ戦でメジャーデビュー。7回途中2失点で勝利投手となり、そこから4連勝。9月は4勝0敗、防御率1.69でルーキー・オブ・ザ・マンスを受賞。10勝7敗、防御率3.22を記録し、チームの21年ぶりのポストシーズン進出に貢献。セントルイス・カージナルスとのナショナルリーグディビジョンシリーズ（NLDS）では第2戦に先発登板し、6回1失点で勝利投手。第5戦では5回2失点ながら敗戦投手となり、チームは2勝3敗で敗退した。
2014年は6月から8月にかけて複数回の戦線離脱があったため、22試合の先発登板に留まった。防御率（3.65）、FIP（3.23）、WHIP（1.21）等の指標は前年より軒並み低下したが、11勝（5敗）を記録し、メジャーデビューから2年連続2桁勝利とし、面目を保った。
2015年は序盤から好調で、3月・4月は4勝0敗、防御率1.76でピッチャー・オブ・ザ・マンスを初受賞。前半戦終了時点で13勝3敗、防御率2.30を記録。オールスターゲームに初選出され、2番手として登板した。後半戦もまずまずの調子を維持し、最終成績は32試合の先発登板で防御率2.60、19勝8敗、202奪三振、WHIP1.09という好成績だった。防御率はナ・リーグ5位・勝利は同2位タイ・勝率（.704）は同4位・奪三振は同10位と、主要部門で軒並みリーグトップ10入りした。また、前年比で+70.0イニングながら、被本塁打を前年と同数の11本に留め、被弾率を大きく下げた。これら大エースとしての活躍ぶりが評価され、サイ・ヤング賞投票では4位・MVP投票では19位タイにランクインした。
2016年は8月29日、右肘の不調で15日間の故障者リスト入りした。この年はこの離脱を含め数回の離脱を経験し、21試合の先発登板で防御率3.88、7勝10敗、防御率3.88に留まり、規定投球回到達を逃した。
2017年はシーズンを通して先発ローテーションを守り、リーグ3位の203回を記録して2年ぶりの2桁勝利を記録した。一方でMLB全体の本塁打数が激増する中で前々年の3倍近くとなる31被本塁打を喫し、防御率は4.26だった。

### アストロズ時代
2018年1月13日にマイケル・フェリス、ジョー・マスグローブ、コリン・モランとジェイソン・マーティンとのトレードで、ヒューストン・アストロズへ移籍した。

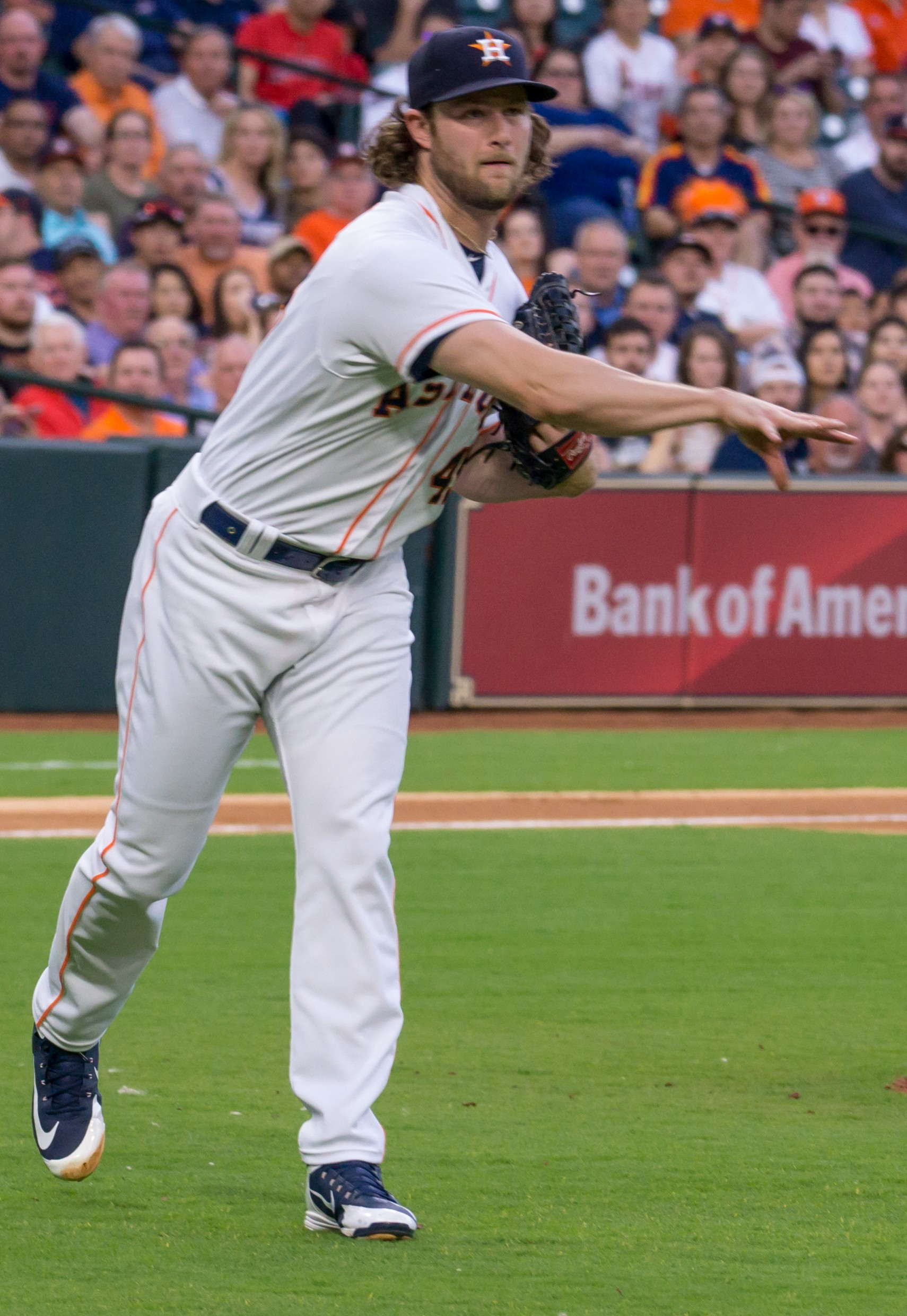
ヒューストン・アストロズ時代
（2018年9月30日）

同年は4月には月間61奪三振の球団記録を樹立した。前半戦を防御率1.73で折り返し、オールスターゲームに選出された。その後も好調を維持し、最終的には32試合先発登板で15勝5敗、防御率2.88（リーグ4位）、276奪三振（同2位）、WHIP1.03（同4位）、奪三振率12.4（同1位）を記録した。
2019年は5月までは防御率4.02と前年比で調子を落としていたが、5月27日のシカゴ・カブス戦以降は無傷の16連勝を記録。ピッチャー・オブ・ザ・マンスを3回受賞し、オールスターゲームにも選出された。9月18日に球団史上3人目の300奪三振に到達し、198.1イニングでの達成はMLB史上2番目の少なさで、完投なしは史上初だった。同24日には球団新記録を40年ぶりに更新する316奪三振に到達し、29日に史上初の9戦連続2桁奪三振で20勝目を挙げた。最終成績は33試合の先発登板を212.1回（リーグ3位）で20勝5敗、防御率2.50（同1位）、326奪三振（同1位）、WHIP0.90を記録し、奪三振率13.8は2001年のランディ・ジョンソンを上回る史上最高値だった。326奪三振は歴代6人目（14位）の記録だった（近代野球の1901年以降）。ジャスティン・バーランダーと共に史上2組目の300奪三振コンビとなった。
ポストシーズンではディビジョンシリーズとリーグチャンピオンシップシリーズで計3先発して3勝0敗、防御率0.40（1失点）と驚異的な結果を残した。ナショナルズとのワールドシリーズでは第1戦で先発登板したが7回5失点で敗れ、レギュラーシーズンから続いていた連勝も19で止まった。第5戦の先発登板では7回1失点の力投で勝利し、プレーオフでの奪三振数が歴代2位の47に到達した。
オフの10月31日にFAとなった。サイ・ヤング賞投票では、同僚のジャスティン・バーランダーに次ぐ2位だった。また、同年から新設されたオールMLBチームのファーストチーム先発投手に選出された。

### ヤンキース時代
2019年12月10日にニューヨーク・ヤンキースと当時の投手史上最高額となる9年総額3億2400万ドルで契約合意したことが発表された（従来の最高額は前日にスティーブン・ストラスバーグが合意した2億4500万ドル）。オプションとして全球団トレード拒否権と2024年シーズン終了後に契約を破棄できるオプトアウト権（球団側が10年目の契約3600万ドルを追加することでオプトアウトを阻止できる）が含まれており、平均年俸3600万ドルはMLB史上最高額となった。12月18日に正式契約を結んだ。デビューから一貫して着用している背番号「45」はルーク・ボイトの番号だったが、譲ってもらう形で着用する。
2020年はCOVID-19の影響でシーズンの開幕が大幅に遅れる中、移籍1年目から開幕投手を務めた。開幕戦となった7月23日のワシントン・ナショナルズ戦では5回まで1安打のみの1失点に抑える。その後6回表の途中に激しい雷雨で試合が中断し、そのままコールドゲームとなり移籍後初登板で初勝利を挙げた。このシーズンでは昨年からの連勝を20まで伸ばし、これはMLB歴代3番目に長かった、しかし8月26日のアトランタ・ブレーブス戦で敗戦を喫し連勝を止めた。その敗戦から3連敗を記録していたが、9月11日のボルチモア・オリオールズ戦で2安打完封を挙げて連敗を止めた。その試合はダブルヘッダーだったため、7回で完封となった。ヤンキースの一員として初めて過ごしたシーズンでは、73回を投げ7勝3敗、防御率2.84で94奪三振を記録した。9月29日のワイルドカードシリーズ初戦のクリーブランド・インディアンス戦で無四球で13奪三振を記録し、1973年のNLCSで13奪三振を記録したトム・シーバーと並び、ヤンキースの歴史では2番目に多い奪三振を記録した。また12奪三振以上を記録して3試合に勝利したのはMLBの歴史の中で初だった。なお1位はロジャー・クレメンスが記録した15奪三振である。ヤンキースはインディアンスに勝利し、ディビジョンシリーズに進出し、タンパベイ・レイズと対決。初戦では勝利投手になり、5試合目では勝敗がつかなかった。このALDSでヤンキースはレイズに敗れ、ポストシーズン敗退となった。オフの12月9日にセカンドチームとしては自身初めてオールMLBチームのセカンドチーム先発投手の1人に選出された。
2021年4月1日のトロント・ブルージェイズとの開幕戦で2年連続3度目の開幕投手を務めた。5月3日に4月のピッチャー・オブ・ザ・マンスを受賞した。5月12日のレイズ戦で史上2番目の早さで通算1500奪三振を達成した。5月17日のレンジャーズ戦で無四球での59連続三振のMLB記録を樹立した。7月4日に選手間投票で通算4度目となるオールスターゲームに選出された。しかし、オールスターゲーム前日の7月12日に辞退した。オフの11月23日に2年ぶり2度目となるファーストチームでのオールMLBチームの先発投手の1人に選出された。
2022年は257奪三振を記録し、ヤンキースのシーズン奪三振記録を更新した。オフの11月16日に全米野球記者協会（BBWAA）から5位票が1の計1ポイントでサイ・ヤング賞9位となった。
2023年7月2日に選手間投票で通算6度目となるオールスターゲームに選出された。シーズン全体では33試合に先発登板し、15勝4敗、防御率2.63、222奪三振の好成績で2度目の最優秀防御率を獲得し、11月16日には満票でサイ・ヤング賞を受賞した。
2024年は肘を負傷したため開幕を故障者リストで迎え、6月19日オリオールズ戦でシーズン初登板を果たした。この年は17試合の先発登板に留まるも、チームはワールドシリーズ進出を果たした。ワールドシリーズでは第1戦と最終戦となった第5戦に先発登板するもチームは敗退した。オフにはオプトアウト権の行使が注目されたが、最終的にはオプトアウトを行使せず、ヤンキースへの残留が発表された。
2025年の3月10日にトミージョン手術を受けることを球団が発表した。これにより、2025年シーズンは全休することになった。

## 選手としての特徴
| 球種           | 割合 | 平均球速 | 平均球速 | 最高球速 | 最高球速 |
| 球種           | %    | mph      | km/h     | mph      | km/h     |
| -------------- | ---- | -------- | -------- | -------- | -------- |
| フォーシーム   | 51.9 | 97.8     | 157.4    | 101.9    | 164.0    |
| スライダー     | 22.6 | 88.7     | 142.7    | 101.9    | 164.0    |
| カーブ         | 10.8 | 83.0     | 133.6    | 101.9    | 164.0    |
| チェンジアップ | 8.4  | 89.7     | 144,3    | 101.9    | 164.0    |
| カッター       | 6.4  | 92.0     | 148.1    | 101.9    | 164.0    |

最速101.9mph（約164km/h）、平均でも150km/h後半を計測するフォーシームは長いイニングを投げても球速が落ちない。メジャー1年目の2013年は、このフォーシームに加えてツーシーム、カットボールの速球3種類を投球全体の約80%としており、残りをスライダーとチェンジアップに充てていた。2種類の変化球はともに精度が良く奪三振率も高いが、88～90mph（約142～145km/h）と球速差が殆どないため、打者の対応を比較的、容易にさせている。2014年からは新たにナックルカーブを持ち球に加え、緩急をつける投球を身に付けた。このためチェンジアップの投球頻度は下がっている。また、2015年からはスライダーと球速差がほとんどないカットボールを封印した。リリースポイントにやや問題があり、その影響で甘いコースへの失投が多い。パイレーツのGMだったニール・ハンティントンは、その欠点の克服に自信を示している。また、制球力と球威には定評があり、与四球・被本塁打ともに少ない。

## 人物
妻のエイミーは、ブランドン・クロフォードの妹である。2020年7月3日、第1子となる長男が誕生した。
父はオランダ人である。母はイタリアとドイツ系の血が入っている。

## 詳細情報

### 年度別投手成績
| 年 度     | 球 団     | 登 板 | 先 発 | 完 投 | 完 封 | 無 四 球 | 勝 利 | 敗 戦 | セ 丨 ブ | ホ 丨 ル ド | 勝 率 | 打 者 | 投 球 回 | 被 安 打 | 被 本 塁 打 | 与 四 球 | 敬 遠 | 与 死 球 | 奪 三 振 | 暴 投 | ボ 丨 ク | 失 点 | 自 責 点 | 防 御 率 | W H I P |
| --------- | --------- | ----- | ----- | ----- | ----- | -------- | ----- | ----- | -------- | ----------- | ----- | ----- | -------- | -------- | ----------- | -------- | ----- | -------- | -------- | ----- | -------- | ----- | -------- | -------- | ------- |
| 2013      | PIT       | 19    | 19    | 0     | 0     | 0        | 10    | 7     | 0        | 0           | .588  | 469   | 117.1    | 109      | 7           | 28       | 0     | 3        | 100      | 4     | 0        | 43    | 42       | 3.22     | 1.17    |
| 2014      | PIT       | 22    | 22    | 0     | 0     | 0        | 11    | 5     | 0        | 0           | .688  | 571   | 138.0    | 127      | 11          | 40       | 1     | 9        | 138      | 9     | 1        | 58    | 56       | 3.65     | 1.21    |
| 2015      | PIT       | 32    | 32    | 0     | 0     | 0        | 19    | 8     | 0        | 0           | .704  | 832   | 208.0    | 183      | 11          | 44       | 1     | 10       | 202      | 7     | 0        | 71    | 60       | 2.60     | 1.09    |
| 2016      | PIT       | 21    | 21    | 1     | 0     | 0        | 7     | 10    | 0        | 0           | .412  | 506   | 116.0    | 131      | 7           | 36       | 3     | 6        | 98       | 5     | 1        | 57    | 50       | 3.88     | 1.44    |
| 2017      | PIT       | 33    | 33    | 0     | 0     | 0        | 12    | 12    | 0        | 0           | .500  | 849   | 203.0    | 199      | 31          | 55       | 1     | 4        | 196      | 7     | 0        | 98    | 96       | 4.26     | 1.25    |
| 2018      | HOU       | 32    | 32    | 1     | 1     | 0        | 15    | 5     | 0        | 0           | .750  | 799   | 200.1    | 143      | 19          | 64       | 0     | 7        | 276      | 9     | 0        | 68    | 64       | 2.88     | 1.03    |
| 2019      | HOU       | 33    | 33    | 0     | 0     | 0        | 20    | 5     | 0        | 0           | .800  | 817   | 212.1    | 142      | 29          | 48       | 0     | 3        | 326      | 4     | 3        | 66    | 59       | 2.50     | 0.89    |
| 2020      | NYY       | 12    | 12    | 2     | 1     | 0        | 7     | 3     | 0        | 0           | .700  | 288   | 73.0     | 53       | 14          | 17       | 0     | 2        | 94       | 2     | 0        | 27    | 23       | 2.84     | 0.96    |
| 2021      | NYY       | 30    | 30    | 2     | 1     | 0        | 16    | 8     | 0        | 0           | .667  | 726   | 181.1    | 151      | 24          | 41       | 0     | 2        | 243      | 5     | 1        | 69    | 65       | 3.23     | 1.06    |
| 2022      | NYY       | 33    | 33    | 0     | 0     | 0        | 13    | 8     | 0        | 0           | .619  | 793   | 200.2    | 154      | 33          | 50       | 0     | 2        | 257      | 2     | 2        | 81    | 78       | 3.50     | 1.02    |
| 2023      | NYY       | 33    | 33    | 2     | 2     | 1        | 15    | 4     | 0        | 0           | .789  | 821   | 209.0    | 157      | 20          | 48       | 0     | 7        | 222      | 4     | 1        | 64    | 61       | 2.63     | 0.98    |
| 2024      | NYY       | 17    | 17    | 0     | 0     | 0        | 8     | 5     | 0        | 0           | .615  | 390   | 95.0     | 78       | 11          | 29       | 1     | 6        | 99       | 0     | 0        | 38    | 36       | 3.41     | 1.13    |
| MLB：12年 | MLB：12年 | 317   | 317   | 8     | 5     | 1        | 153   | 80    | 0        | 0           | .657  | 7861  | 1954.0   | 1627     | 217         | 500      | 7     | 61       | 2251     | 58    | 9        | 740   | 690      | 3.18     | 1.09    |

- 2024年度シーズン終了時
- 各年度の太字はリーグ最高

### 年度別投手成績所属リーグ内順位
| 年 度 | 年 齢 | リ ｜ グ   | 勝 利 | セ ｜ ブ | ホ ｜ ル ド | 奪 三 振 | 防 御 率 |
| ----- | ----- | ---------- | ----- | -------- | ----------- | -------- | -------- |
| 2013  | 23    | ナ・リーグ | -     | -        | -           | -        | -        |
| 2014  | 24    | ナ・リーグ | -     | -        | -           | -        | -        |
| 2015  | 25    | ナ・リーグ | 2位   | -        | -           | 10位     | 5位      |
| 2016  | 26    | ナ・リーグ | -     | -        | -           | -        | -        |
| 2017  | 27    | ナ・リーグ | -     | -        | -           | 10位     | -        |
| 2018  | 28    | ア・リーグ | 10位  | -        | -           | 2位      | 4位      |
| 2019  | 29    | ア・リーグ | 2位   | -        | -           | 1位      | 1位      |
| 2020  | 30    | ア・リーグ | 2位   | -        | -           | 3位      | 6位      |
| 2021  | 31    | ア・リーグ | 1位   | -        | -           | 2位      | 3位      |
| 2022  | 32    | ア・リーグ | 9位   | -        | -           | 1位      | -        |
| 2023  | 33    | ア・リーグ | 3位   | -        | -           | 3位      | 1位      |
| 2024  | 34    | ア・リーグ | -     | -        | -           | -        | -        |

- -は10位未満（防御率は規定投球回到達未満の場合も-と表記）

### 年度別守備成績
| 年 度 | 球 団 | 投手（P） | 投手（P） | 投手（P） | 投手（P） | 投手（P） | 投手（P） |
| 年 度 | 球 団 | 試 合     | 刺 殺     | 補 殺     | 失 策     | 併 殺     | 守 備 率  |
| ----- | ----- | --------- | --------- | --------- | --------- | --------- | --------- |
| 2013  | PIT   | 19        | 7         | 13        | 1         | 2         | .952      |
| 2014  | PIT   | 22        | 7         | 24        | 2         | 1         | .939      |
| 2015  | PIT   | 32        | 10        | 37        | 0         | 1         | 1.000     |
| 2016  | PIT   | 21        | 11        | 24        | 2         | 1         | .946      |
| 2017  | PIT   | 33        | 16        | 30        | 2         | 5         | .958      |
| 2018  | HOU   | 32        | 10        | 15        | 1         | 2         | .962      |
| 2019  | HOU   | 33        | 14        | 12        | 0         | 0         | 1.000     |
| 2020  | NYY   | 12        | 5         | 2         | 0         | 0         | 1.000     |
| 2021  | NYY   | 30        | 10        | 11        | 0         | 1         | 1.000     |
| 2022  | NYY   | 33        | 12        | 16        | 0         | 0         | 1.000     |
| 2023  | NYY   | 33        | 10        | 19        | 2         | 0         | .935      |
| 2024  | NYY   | 17        | 4         | 6         | 0         | 0         | 1.000     |
| MLB   | MLB   | 317       | 116       | 209       | 10        | 13        | .970      |

- 2024年度シーズン終了時
- 各年度の太字はリーグ最高

### タイトル
- 最多勝利：1回（2021年）
- 最優秀防御率：2回（2019年、2023年）
- 最多奪三振：2回（2019年、2022年）

### 表彰
- サイ・ヤング賞：1回（2023年）
- ピッチャー・オブ・ザ・マンス：5回（2015年4月、2019年6月・7月・9月、2021年4月）
- ルーキー・オブ・ザ・マンス：1回（2013年9月）
- プレイヤー・オブ・ザ・ウィーク：1回（2019年9月23日 - 29日）
- オールMLBチーム
  - ファーストチーム（先発投手）：3回（2019年、2021年、2023年）
  - セカンドチーム（先発投手）：1回（2020年）

### 記録
- MLBオールスターゲーム選出：6回（2015年、2018年、2019年、2021年 - 2023年）
- 開幕投手：5回（2017年、2020年 - 2023年）
- シーズン奪三振率：13.8（2019年、歴代1位）※従来の記録はランディ・ジョンソンの13.4[30]
- 連続試合2桁奪三振：9（歴代1位、2019年8月7日 - 9月29日）※従来の記録はペドロ・マルティネスとクリス・セールの8[29]
- 同一球団同一シーズン300奪三振：2019年（史上2組目、ジャスティン・バーランダーと共に）※2002年のランディ・ジョンソンとカート・シリング以来[32]

### 背番号
- 45（2013年 - ）

### 代表歴
- 2009年日米大学野球選手権大会アメリカ合衆国代表
- 2010年世界大学野球選手権大会アメリカ合衆国代表